# いよっ!日本一
『いよっ日本一!』（いよっにっぽんいち）は、NHK総合テレビジョン・にっぽんの底力で2007年4月15日から2010年3月まで、毎月1回（原則）日曜日13:35〜14:20（以降、時間表記はすべてJST）に放送されている地域情報バラエティ番組。NHKワールド・プレミアムでも同時放送。2007年4月と9月は2回放送された。2008年度からは関東地方のみ、金曜日20:00～20:45にも先行放送されている。

## 概要
- 2006年の5月13日と8月16日にNHK番組たまごの一環（パイロット版）として2本製作された同名番組のレギュラー化。
- 毎回、日本各地におけるさまざまな日本一を取材し、その地域の活性化の原動力を探り、全国にプレゼンテーションする。
- 2010年3月12日をもって、放送は終了した。

## 出演者
ご当地ゲストが毎回1名登場し、ご当地ゲストの地元を紹介。

### 司会
- 堀尾正明（初回〜2008年3月2日）
- 松本和也アナウンサー（2008年5月9日〜2010年3月12日）
- 乾貴美子（〜2010年3月12日）

- 山口智充、島崎和歌子　関根麻里、青井実（2009年1月1日（新春スペシャル））

### レギュラーゲスト
- ご意見番:金田一秀穂、篠原勝之、やくみつる
- 松本明子

### レポーター
- 松村邦洋
- デンジャラス
- 野々村真

### ナレーション
- 茶風林

## 放送日とテーマ（2008年2月以前のテーマは各都道府県）
1. 2006年5月13日24:20〜25:05
2. 2006年8月16日22:00〜22:45
3. 2007年4月15日 - 徳島県
4. 2007年4月29日 - 長野県
5. 2007年5月27日 - 滋賀県
6. 2007年7月22日10:10〜10:55 - 東京都
7. 2007年8月5日 - 愛知県
8. 2007年9月2日10:10〜10:55 - 富山県
9. 2007年9月30日 - 山梨県
10. 2007年10月14日 - 石川県
11. 2007年11月25日 - 山形県
12. 2008年1月2日8:35〜9:45 - いよっ日本一! 初夢スペシャル。お国自慢をクイズ形式で出題、全国の都道府県庁職員が答えるクイズ大会
13. 2008年1月20日 - 熊本県
14. 2008年2月17日 - 青森県
15. 2008年3月2日 - 総集編
16. 2008年5月9日（関東）11日（全国） - ローカル線
17. 2008年6月20日（関東）、22日（全国） - 健康
18. 2008年7月18日（関東）、20日（全国） - 清流
19. 2008年11月21日（関東）、23日(全国） - スポーツ
20. 2009年1月1日8:00〜11:54- 東西対抗 今年も元気だ！いよっ 日本一！スペシャル - お国自慢芸能人によるクイズ大会。
21. 2009年1月16日（関東）、18日（全国） - もったいない
22. 2009年2月20日（関東）、22日（全国） - 冬野菜
23. 2009年5月29日（関東）、7月5日（全国） - 路線バス 当初、5月31日に全国放送される予定だったが、石本美由起追悼特番のため休止された。
24. 2009年6月26日（関東） - ご当地グルメ 6月28日の全国放送がスポーツ中継で休止のため、29日にBS2で放送予定だったが、国会中継のため休止。
25. 2009年7月31日（関東）、8月30日（全国） - 夏
26. 2009年9月25日（関東）、27日（全国） - 朝
27. 2009年12月18日（関東）、27日（全国） - 海の幸
28. 2010年3月12日（関東）、15日（全国） - 温泉 最終回は日曜昼の全国放送の枠が確保できなかったため、14日深夜2:00から放送された。選抜高等学校野球大会が中止になった場合は日曜日の昼に放送される予定だった。